# ميلدريد أندرسون
ميلدريد أندرسون (بالإنجليزية: Mildred Anderson)‏ هي عازفة الجاز ومغنية أمريكية، ولدت في القرن العشرين.

## وصلات خارجية
- ميلدريد أندرسون على موقع ميوزك برينز (الإنجليزية)
- ميلدريد أندرسون على موقع ديسكوغز (الإنجليزية)